# Краснодубравский сельсовет
Краснодубравский сельсовет — сельское поселение в Земетчинском районе Пензенской области Российской Федерации.
Административный центр — село Красная Дубрава.

## История
Статус и границы сельского поселения установлены Законом Пензенской области от 2 ноября 2004 года № 690-ЗПО «О границах муниципальных образований Пензенской области».

## Население
| 2002  | 2010  | 2012  | 2013  | 2014  | 2015  | 2016  |
| ----- | ----- | ----- | ----- | ----- | ----- | ----- |
| 879   | ↘635  | ↗1532 | ↘1467 | ↘1403 | ↘1349 | ↘1290 |
| 2017  | 2018  | 2021  |       |       |       |       |
| ↘1226 | ↘1181 | ↘1007 |       |       |       |       |

### Известные жители
В Сядемке родились:
- Анашкина Прасковья Михайловна (1916 — ?), Герой Социалистического Труда (1948).
- Васюнина Софья Васильевна (1921—2015), Герой Социалистического Труда (1948).
- Онникова Екатерина Ивановна (1918 — ?), Герой Социалистического Труда (1948).
- Чуйкова Мария Васильевна (1913 — ?), Герой Социалистического Труда (1948).

## Состав сельского поселения
| № | Населённый пункт | Тип населённого пункта       | Население |
| - | ---------------- | ---------------------------- | --------- |
| 1 | Андреевка        | деревня                      | 3         |
| 2 | Вяземка          | село                         | ↘680      |
| 3 | Красная Дубрава  | село, административный центр | ↘574      |
| 4 | Лачиново         | деревня                      | 46        |
| 5 | Сядемка          | село                         | ↘295      |
| 6 | Чернышево        | село                         | ↘12       |